# St. Nikolaus (Kutzenhausen)

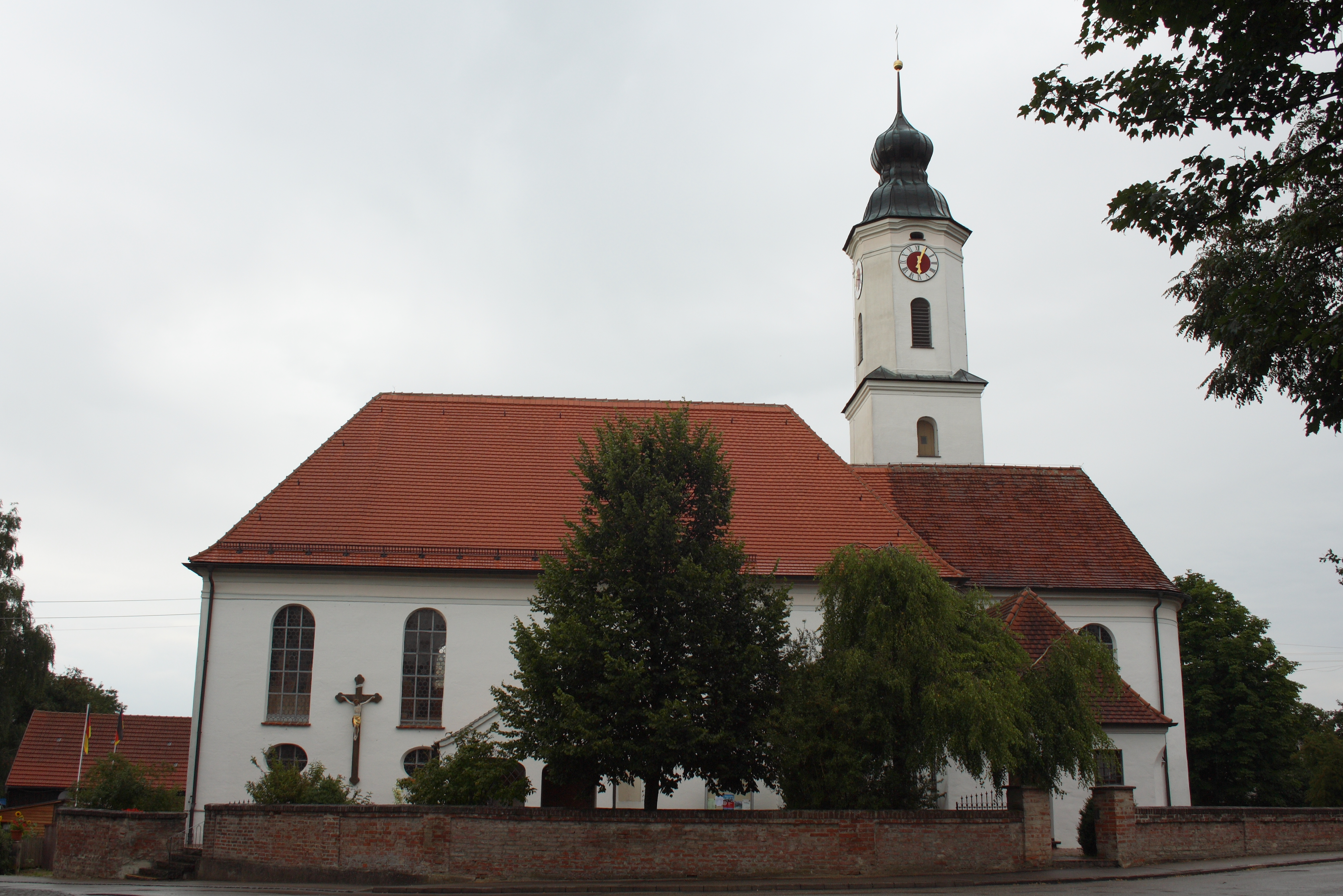
Kirche St. Nikolaus in Kutzenhausen

Die katholische Pfarrkirche St. Nikolaus in Kutzenhausen, einer Gemeinde im Landkreis Augsburg im bayerischen Regierungsbezirk Schwaben, wurde 1754 errichtet. Die dem heiligen Nikolaus geweihte Kirche an der Sankt-Nikolaus-Straße 5 ist ein geschütztes Baudenkmal.

## Beschreibung
Der barocke Saalbau mit eingezogenem Chor und nördlichem Turm mit doppelt geschweifter Zwiebelhaube wurde nach Plänen von Ignaz Paulus durch Joseph Meitinger errichtet. Die Verlängerung erfolgte 1892.
Die einheitliche Ausstattung stammt aus der Erbauungszeit. Der Rokokostuck wurde vermutlich von Franz Xaver Feuchtmayer geschaffen. Über dem Chorbogen ist in einer Kartusche das Wappen des Augsburger Domkapitels angebracht, das bis zur Säkularisation 1802 die Grundherrschaft im Ort besaß. Das Chorfresko stammt von Franz Martin Kuen (1754).
Die Skulptur des heiligen Vitus im Ölkessel wird um 1500 datiert. Die Kanzel wurde um 1750 geschaffen.

## Orgel

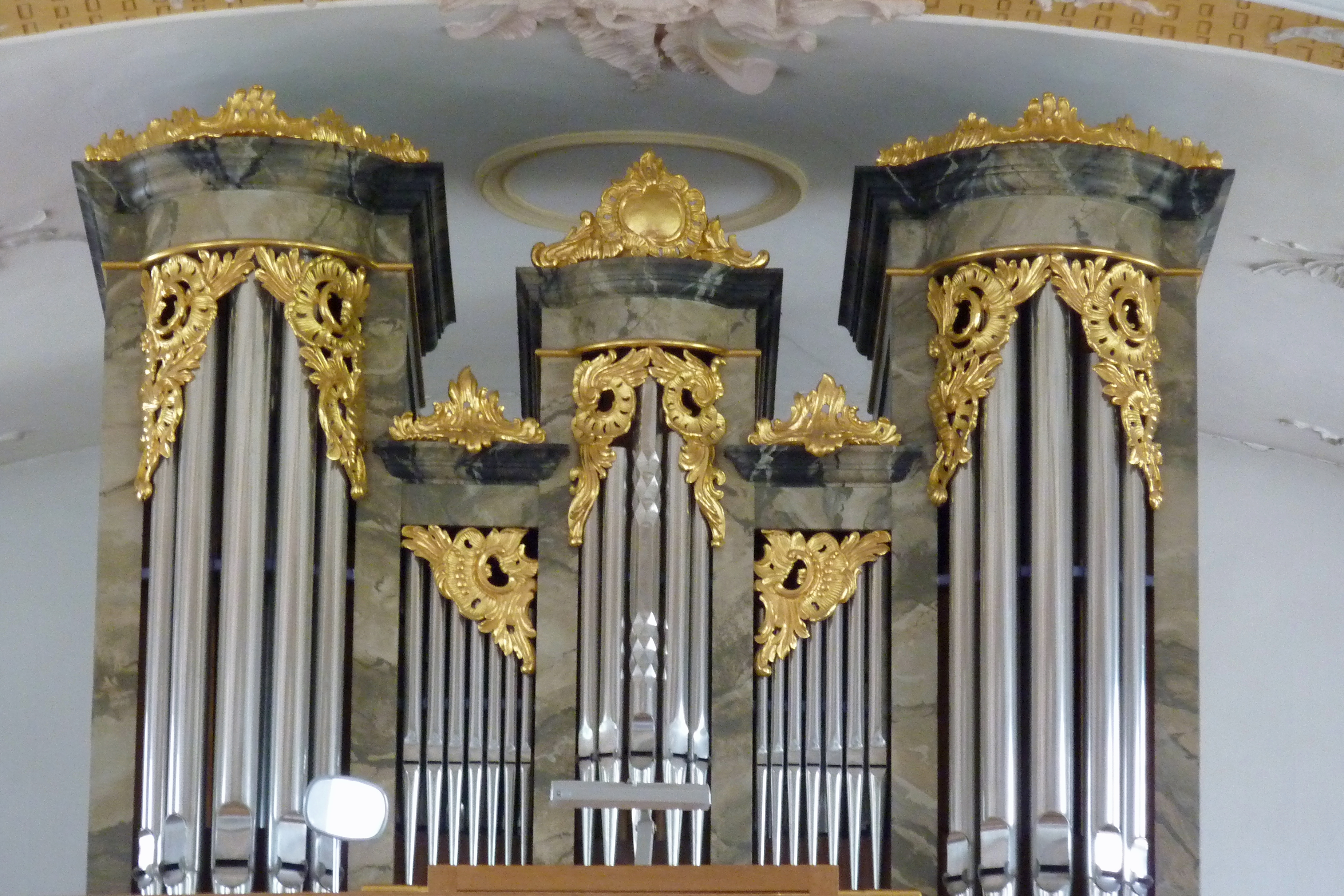
Die Offner-Orgel

Die Orgel mit 17 Registern auf zwei Manualen und Pedal wurde von Maximilian Offner im Jahr 1988 neu gebaut. Die Disposition lautet:
| I Hauptwerk |        |
| Principal   | 8′     |
| Rohrflöte   | 8′     |
| Oktave      | 4′     |
| Holzflöte   | 4′     |
| Quinte      | 2 ⁄3′  |
| Blockflöte  | 2′     |
| Terz        | 1 3⁄5′ |
| Mixtur III  | 1 ⁄3′  |
| Tremulant   |        |

| II Schwellwerk |       |            |
| Gedeckt        | 8′    |            |
| Salizet        | 8′    |            |
| Metallflöte    | 4′    |            |
| Principal      | 2′    |            |
| Quinte         | 1 ⁄3′ |            |
| Krummhorn      | 8′    | [ Anm. 1 ] |

| Pedal    |     |
| Subbaß   | 16′ |
| Oktavbaß | 8′  |
| Pommer   | 4′  |

- Koppeln: I/P, II/P, II/I
- Bemerkungen: Schleiflade, vollmechanisch. Übernahme von 60 Pfeifen aus der alten Orgel im Subbaß und Oktavbaß

Anmerkungen
1. ↑  vorbereitet

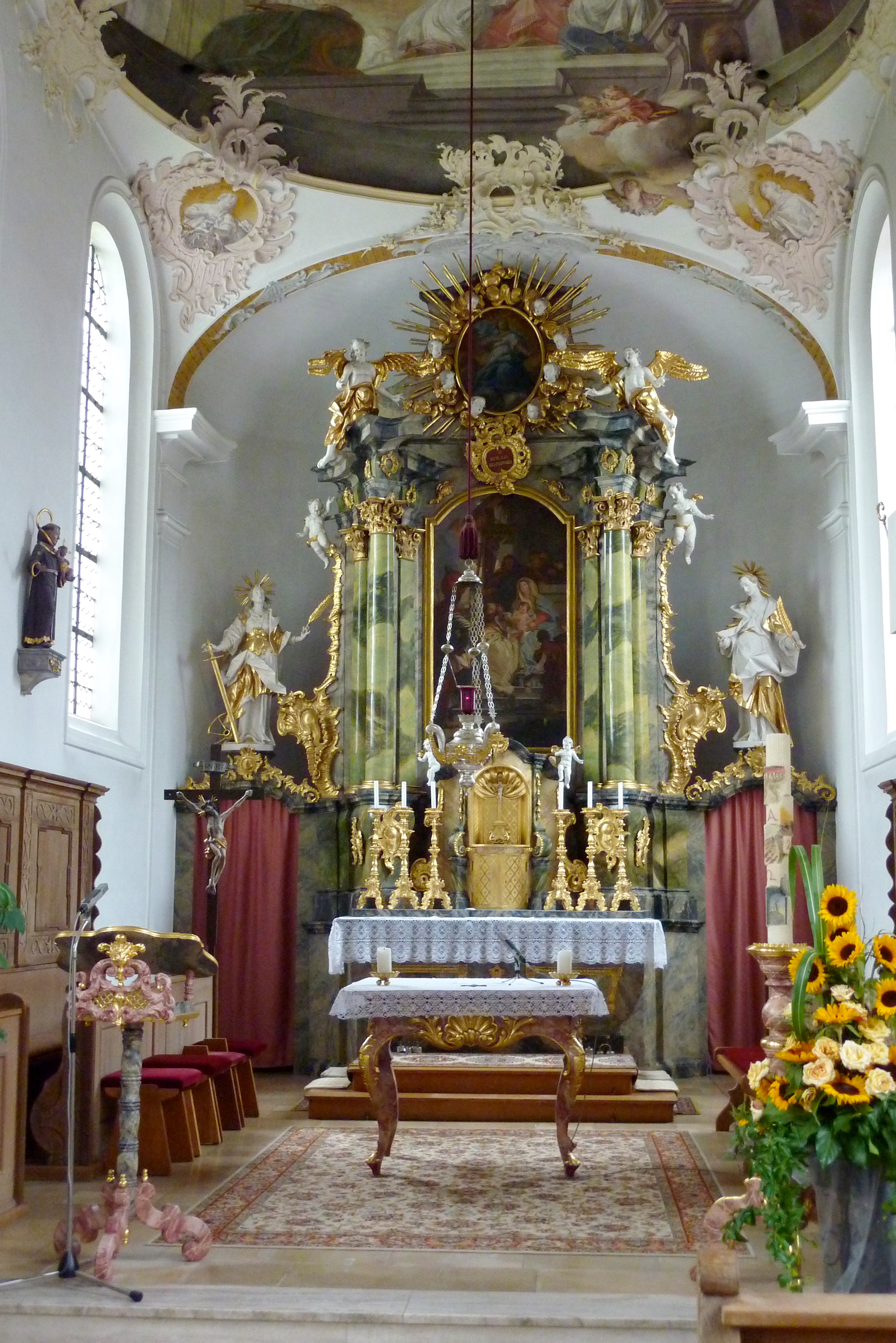
Hochaltar
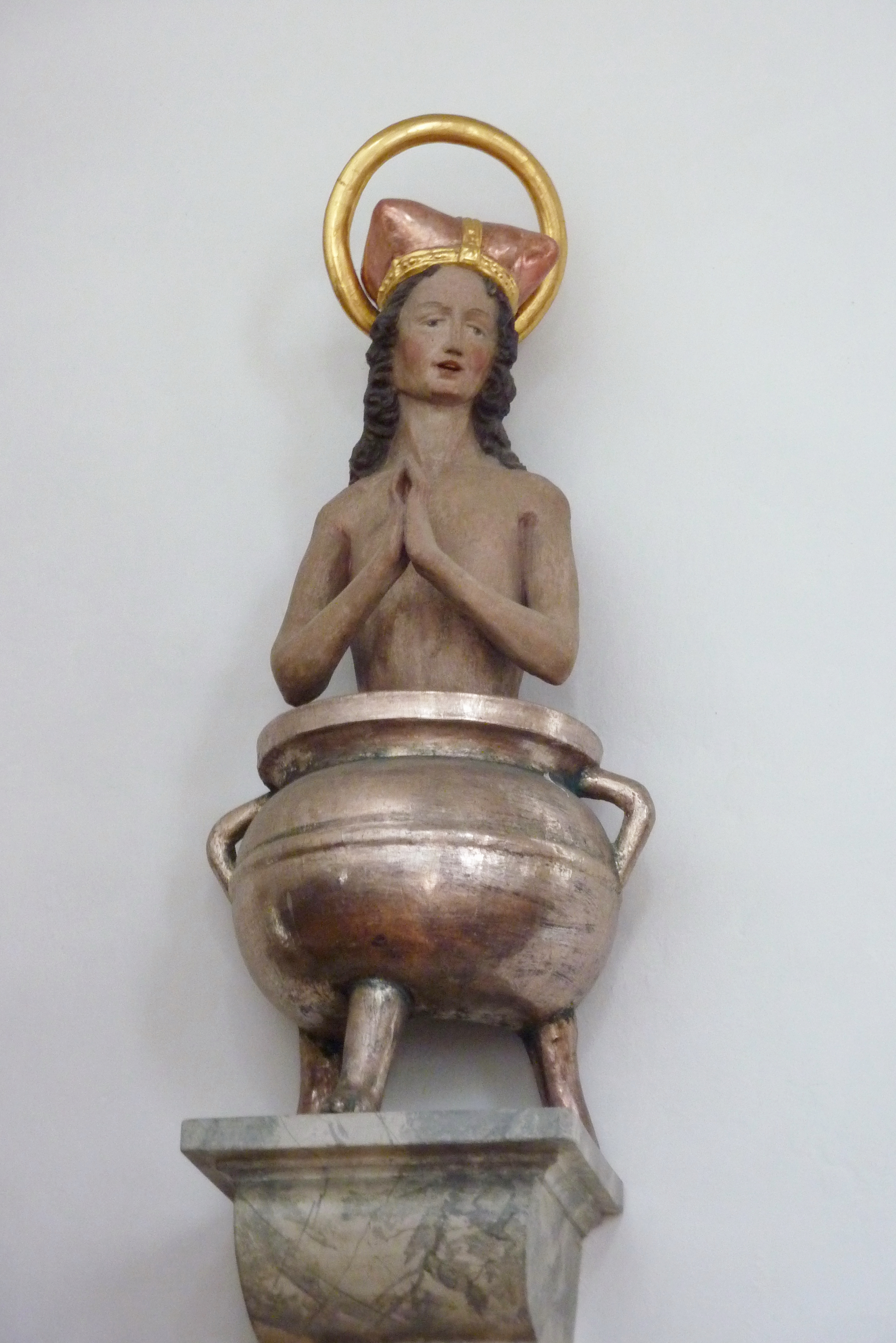
Heiliger Vitus im Ölkessel